# Dianbobo Baldé
Dianbobo Baldé   (Marsella, 5 d'octubre de 1975), anomenat Bobo Baldé, és un exfutbolista guineà de la dècada de 2000.
Fou internacional amb la selecció de futbol de Guinea.
Pel que fa a clubs, destacà a Mulhouse, AS Cannes, Toulouse, Celtic, Valenciennes i Arles-Avignon.